# Stefan Häntsch

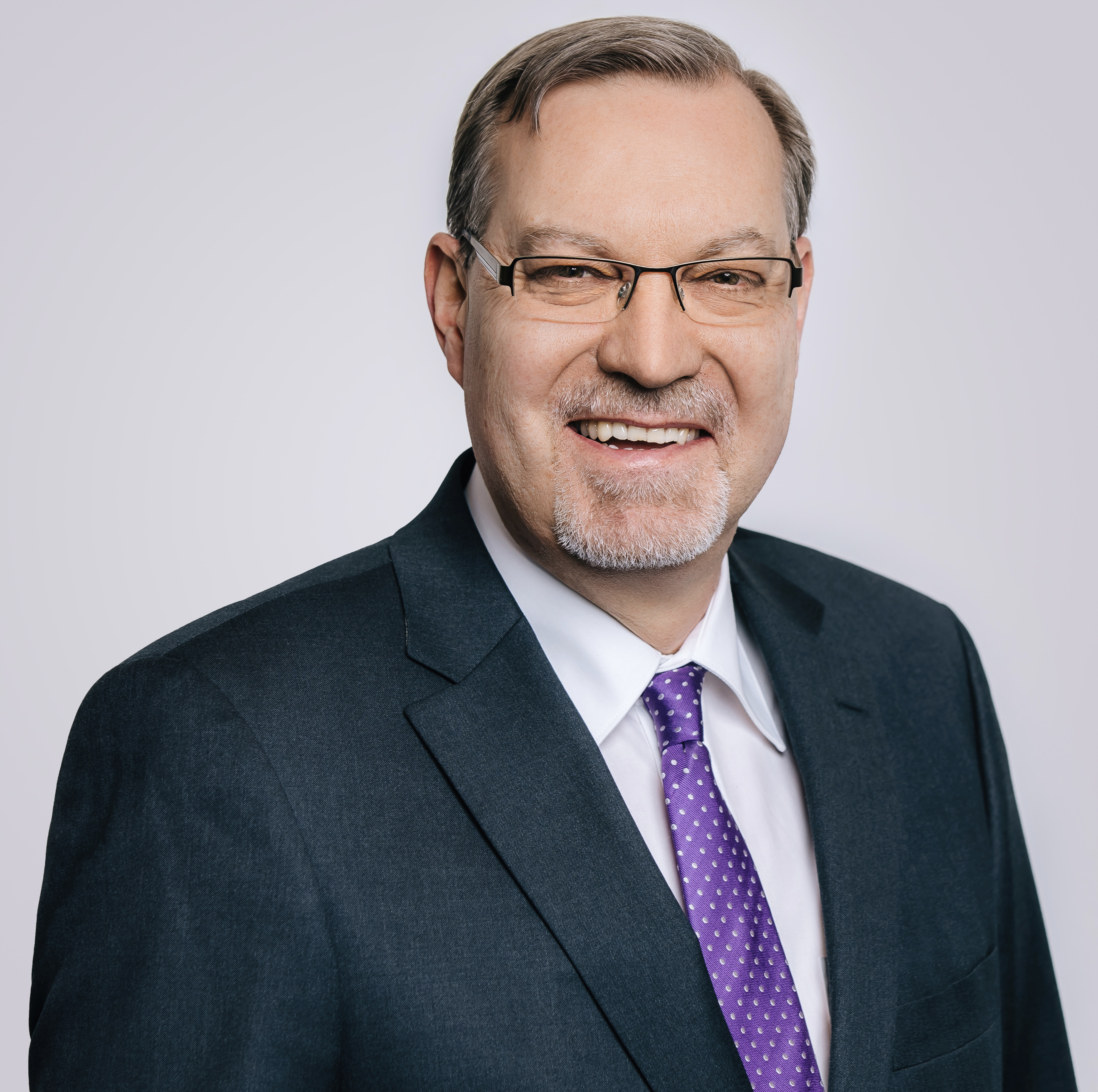
Stefan Häntsch (MdA), 2023

Stefan Häntsch (* 22. Februar 1966 in Berlin-Friedenau) ist ein deutscher Politiker (CDU) und Rechtsanwalt. Seit dem 16. März 2023 ist er Mitglied des Abgeordnetenhauses von Berlin. Zuvor war er von 2001 bis 2016 sowie erneut von 2021 bis 2023 Bezirksverordneter in Charlottenburg-Wilmersdorf, darunter ab 2022 als Vorsitzender der CDU-Fraktion in der Bezirksverordnetenversammlung (BVV).

## Leben und Ausbildung
Stefan Häntsch wuchs in Berlin auf und legte 1984 sein Abitur ab. Anschließend studierte er Rechtswissenschaft an der Freien Universität Berlin. Nach dem ersten juristischen Staatsexamen 1992 war er zunächst in der freien Wirtschaft juristisch tätig (1992–1993) und absolvierte dann von 1993 bis 1996 sein Rechtsreferendariat im Kammergerichtsbezirk Berlin (u. a. mit Station in New York). 1996 legte Häntsch das zweite Staatsexamen ab und ist seitdem als Rechtsanwalt in Berlin zugelassen.
Häntsch ist evangelischer Konfession, verheiratet und Vater von drei Kindern.

## Politischer Werdegang
Stefan Häntsch trat 1986 in die CDU ein und engagierte sich früh in der Kommunalpolitik. Von 2001 bis 2016 sowie erneut von 2021 bis 2023 war er Mitglied der Bezirksverordnetenversammlung Charlottenburg-Wilmersdorf. Dort war er u. a. als Vorsitzender des Wirtschaftsausschusses (2001–2011) und des Stadtentwicklungsausschusses (2011–2016). Ab Anfang 2022 war er Vorsitzender der CDU-Fraktion in der BVV.
Im Zuge der Wiederholungswahl zum Abgeordnetenhaus am 12. Februar 2023 gewann Häntsch das Direktmandat im Wahlkreis Charlottenburg-Wilmersdorf 1 und zog am 16. März 2023 ins Berliner Landesparlament ein.

## Tätigkeit im Abgeordnetenhaus
Stefan Häntsch ist Mitglied in folgenden Ausschüssen:
- Ausschuss für Inneres, Sicherheit und Ordnung
- Ausschuss für Stadtentwicklung, Bauen und Wohnen
- Ausschuss für Bundes- und Europaangelegenheiten sowie Medien

Für das Abgeordnetenhaus von Berlin ist er zudem Mitglied in der Parlamentarischen Konferenz Berlin - Brandenburg.
Für die CDU-Fraktion ist er Sprecher für Bundesangelegenheiten und leitet den Fraktions-Arbeitskreis 11 (Bund/ Europa/ Medien und Digitales). Gleichzeitig ist er Mitglied des CDU-Fraktionsvorstandes. Er setzt sich insbesondere für eine effiziente Verwaltung, eine bürgernahe Politik und die nachhaltige Entwicklung der Berliner Stadtinfrastruktur ein.

## Engagement und Themen
Häntschs Fokus liegt auf der Stadtentwicklung, der öffentlichen Sicherheit, der Verkehrsinfrastruktur sowie der Verwaltungsmodernisierung.
Innerhalb der CDU ist er Mitglied des „Evangelischen Arbeitskreises der CDU Berlin und Brandenburg(EAK)“ und der CDU-Arbeitnehmerschaft (CDA).
Darüber hinaus engagiert sich Häntsch im gesellschaftlichen Bereich in der Gewerkschaft IG Bergbau, Chemie, Energie (IG BCE) sowie in zivilgesellschaftlichen Initiativen mit Bezug zur Bundeswehr und zur inneren Sicherheit.